# Vívás a 2008. évi nyári olimpiai játékokon
A 2008. évi nyári olimpiai játékokon a vívás 10 versenyszámában avattak olimpiai bajnokot. A versenyszámokat augusztus 9. és 17. között rendezték. Ezen az olimpián a férfiaknál párbajtőrben és kardban, a nőknél kardban és tőrben volt csapatverseny.

## Éremtáblázat
(Magyarország és a rendező nemzet versenyzői eltérő háttérszínnel, az egyes számoszlopok legmagasabb értéke vagy értékei vastagítással kiemelve.)
| A 2008. évi nyári olimpiai játékok éremtáblázata vívásban | A 2008. évi nyári olimpiai játékok éremtáblázata vívásban | A 2008. évi nyári olimpiai játékok éremtáblázata vívásban | A 2008. évi nyári olimpiai játékok éremtáblázata vívásban | A 2008. évi nyári olimpiai játékok éremtáblázata vívásban | Olimpia  |
| --------------------------------------------------------- | --------------------------------------------------------- | --------------------------------------------------------- | --------------------------------------------------------- | --------------------------------------------------------- | -------- |
|                                                           | Ország                                                    | Arany                                                     | Ezüst                                                     | Bronz                                                     | Összesen |
| 1.                                                        | Franciaország (FRA)                                       | 2                                                         | 2                                                         | 0                                                         | 4        |
| 2.                                                        | Olaszország (ITA)                                         | 2                                                         | 0                                                         | 5                                                         | 7        |
| 3.                                                        | Németország (GER)                                         | 2                                                         | 0                                                         | 0                                                         | 2        |
| 4.                                                        | Egyesült Államok (USA)                                    | 1                                                         | 3                                                         | 2                                                         | 6        |
| 5.                                                        | Kína (CHN)                                                | 1                                                         | 1                                                         | 0                                                         | 2        |
| 6.                                                        | Oroszország (RUS)                                         | 1                                                         | 0                                                         | 0                                                         | 1        |
| 6.                                                        | Ukrajna (UKR)                                             | 1                                                         | 0                                                         | 0                                                         | 1        |
|                                                           |                                                           |                                                           |                                                           |                                                           |          |
| 8.                                                        | Románia (ROU)                                             | 0                                                         | 1                                                         | 1                                                         | 2        |
| 9.                                                        | Dél-Korea (KOR)                                           | 0                                                         | 1                                                         | 0                                                         | 1        |
| 9.                                                        | Japán (JPN)                                               | 0                                                         | 1                                                         | 0                                                         | 1        |
| 9.                                                        | Lengyelország (POL)                                       | 0                                                         | 1                                                         | 0                                                         | 1        |
|                                                           |                                                           |                                                           |                                                           |                                                           |          |
| 12.                                                       | Magyarország (HUN)                                        | 0                                                         | 0                                                         | 1                                                         | 1        |
| 12.                                                       | Spanyolország (ESP)                                       | 0                                                         | 0                                                         | 1                                                         | 1        |
|                                                           |                                                           |                                                           |                                                           |                                                           |          |
| Összesen                                                  | Összesen                                                  | 10                                                        | 10                                                        | 10                                                        | 30       |

## Érmesek

### Férfi
| A 2008. évi nyári olimpiai játékok férfi érmesei vívásban |                                                                         |                                                                                               |                                                                                             |
| Versenyszám                                               | Arany                                                                   | Ezüst                                                                                         | Bronz                                                                                       |
| Párbajtőr, egyéni                                         | Matteo Tagliariol · Olaszország (ITA)                                   | Fabrice Jeannet · Franciaország (FRA)                                                         | José Luis Abajo · Spanyolország (ESP)                                                       |
| Párbajtőr, csapat                                         | Franciaország (FRA) · Jérôme Jeannet · Ulrich Robeiri · Fabrice Jeannet | Lengyelország (POL) · Robert Andrzejuk · Tomasz Motyka · Adam Wiercioch · Radosław Zawrotniak | Olaszország (ITA) · Matteo Tagliariol · Stefano Carozzo · Alfredo Rota · Diego Confalonieri |
| Tőr, egyéni                                               | Benjamin Kleibrink · Németország (GER)                                  | Óta Júki · Japán (JPN)                                                                        | Salvatore Sanzo · Olaszország (ITA)                                                         |
| Kard, egyéni                                              | Csung Man (Zhong Man) · Kína (CHN)                                      | Nicolas Lopez · Franciaország (FRA)                                                           | Mihai Covaliu · Románia (ROU)                                                               |
| Kard, csapat                                              | Franciaország (FRA) · Nicolas Lopez · Boris Sanson · Julien Pillet      | Egyesült Államok (USA) · Jason Rogers · Keeth Smart · Tim Morehouse · James Williams          | Olaszország (ITA) · Giampiero Pastore · Diego Occhiuzzi · Luigi Tarantino · Aldo Montano    |

### Női
| A 2008. évi nyári olimpiai játékok női érmesei vívásban |                                                                                                 | | |
| Versenyszám                                             | Arany                                                                                           | Ezüst | Bronz                                                                                               |
| Párbajtőr, egyéni                                       | Britta Heidemann · Németország (GER)                                                            | Ana Maria Popescu · Románia (ROU)                                                                                    | Mincza-Nébald Ildikó · Magyarország (HUN)                                                           |
| Tőr, egyéni                                             | Valentina Vezzali · Olaszország (ITA)                                                           | Nam Hjonhi · Dél-Korea (KOR)                                                                                         | Margherita Granbassi · Olaszország (ITA)                                                            |
| Tőr, csapat                                             | Oroszország (RUS) · Aida Sanajeva · Szvetlana Bojko · Jevgenyija Lamonova · Viktorija Nyikisina | Egyesült Államok (USA) · Emily Cross · Hanna Thompson · Erinn Smart                                                  | Olaszország (ITA) · Ilaria Salvatori · Valentina Vezzali · Giovanna Trillini · Margherita Granbassi |
| Kard, egyéni                                            | Mariel Zagunis · Egyesült Államok (USA)                                                         | Sada Jacobson · Egyesült Államok (USA)                                                                               | Rebecca Ward · Egyesült Államok (USA)                                                               |
| Kard, csapat                                            | Ukrajna (UKR) · Olha Harlan · Olena Homrova · Halina Pundik · Olha Zsovnyir                     | Kína (CHN) · Pao Jing-jing (Bao Yingying) · Huang Haj-jang (Huang Haiyang) · Ni Hung (Ni Hong) · Tan Hszüe (Tan Xue) | Egyesült Államok (USA) · Rebecca Ward · Sada Jacobson · Mariel Zagunis                              |

## Magyar szereplés
Pekingben összesen tizenöt – nyolc férfi és hét női – vívó képviselte Magyarországot. A magyar vívók összesen:
- egy harmadik,
- két negyedik,
- két ötödik

helyezést értek el, ami tizennégy olimpiai pontot jelentett.
| Magyar részvétel a 2008. évi nyári olimpiai játékok vívóversenyein |           |           |        |        |        |        |
| Vívó                                                               | párbajtőr | párbajtőr | tőr    | tőr    | kard   | kard   |
| Vívó                                                               | egyéni    | csapat    | egyéni | csapat | egyéni | csapat |
| Boczkó Gábor                                                       | 4.        | 5.        |        |        |        |        |
| Decsi Tamás                                                        |           |           |        |        | 19.    | 7.     |
| Imre Géza                                                          | 12.       | 5.        |        |        |        |        |
| Knapek Edina                                                       |           |           | 5.     | 4.     |        |        |
| Kovács Iván                                                        |           | 5.        |        |        |        |        |
| Kulcsár Krisztián dr.                                              | 18.       | 5.        |        |        |        |        |
| Lontay Balázs                                                      |           |           |        |        |        | 7.     |
| Mincza-Nébald Ildikó dr.                                           | 3.        |           |        |        |        |        |
| Mohamed Aida                                                       |           |           | 10.    | 4.     |        |        |
| Nagy Orsolya                                                       |           |           |        |        | 14.    |        |
| Nemcsik Zsolt                                                      |           |           |        |        | 18.    | 7.     |
| Szász Emese                                                        | 12.       |           |        |        |        |        |
| Szilágyi Áron                                                      |           |           |        |        | 15.    | 7.     |
| Ujlaky Virginie                                                    |           |           |        | 4.     |        |        |
| Varga Gabriella                                                    |           |           | 12.    | 4.     |        |        |